# Kwak Yoon-gy
Kwak Yoon-gy (kor. 곽윤기; * 26. Dezember 1989 in Seoul) ist ein ehemaliger südkoreanischer Shorttracker.

## Werdegang
Kwaks erster internationaler Auftritt fand bei der Juniorenweltmeisterschaft 2005 in Belgrad statt, wo er auf Anhieb eine Silber- über 1000 m und zwei Bronzemedaillen gewann. Danach ging er in den nächsten Saisons bei keinem internationalen Großereignis an den Start und kehrte erst im Oktober 2007 zurück, als er erstmals für den Shorttrack-Weltcup der Saison 2007/08 nominiert wurde. Auch hier erreichte er gleich in seinen ersten Rennen gute Platzierungen und bereits im zweiten Wettkampf das Podest. Da er sich fast ausschließlich auf die kürzeste Distanz, 500 m, konzentrierte, gelang ihm in dieser Disziplin der zweite Rang im Gesamtweltcup hinter seinem Landsmann Sung Si-bak. Dennoch schaffte er auch über 1000 m einen Podestplatz, als er Zweiter in Kōbe wurde. Insgesamt siegte er bei einem Einzel-Weltcup, über 500 m in Québec City, zudem wurde er bei allen Staffel-Weltcups eingesetzt, von denen jeder an das südkoreanische Team ging, sodass hier noch einmal zwei Weltcupsiege für ihn dazu kamen. Bei den Teamweltmeisterschaften 2008 in Harbin gewann er Bronze.
Den Shorttrack-Weltcup 2008/09 begann für Kwak mit einem weiteren Sieg, diesmal über die 1000 m und einem dritten Platz über 500 m. Im weiteren Saisonverlauf erreichte sie über 500 m einmal den zweiten und einmal den dritten Platz und über 1000 m zweimal auf den zweiten Platz und zweimal den Sieg. Mit der Staffel belegte er zweimal den zweiten Rang. Bei den Shorttrack-Weltmeisterschaften 2009 in Wien holte er über 500 m und über 1500 m jeweils die Silbermedaille. Bei den nachfolgenden Teamweltmeisterschaften 2009 in Heerenveen gewann er die Goldmedaille. Die Saison beendete er auf den vierten Platz im Gesamtweltcup über 500 m und auf den zweiten Rang im Gesamtweltcup über 1000 m. Zu Beginn der folgenden Saison siegte er beim Weltcup in Peking über 500 m und mit der Staffel. Es folgten in der Saison zwei weitere Siege mit der Staffel und einen dritten Rang über 1000 m. Bei seiner ersten Olympiateilnahme 2010 in Vancouver gewann er Silber mit der Staffel. Über 500 m wurde er Vierter. Im März 2010 holte er bei den Weltmeisterschaften 2010 in Sofia im Mehrkampf, über 1000 m und über 3000 m die Silbermedaille und über 1500 m und mit der Staffel jeweils die Goldmedaille. Bei den nachfolgenden Shorttrack-Teamweltmeisterschaften 2010 in Bormio gewann er Gold. Die Saison beendete er auf den siebten Platz im Gesamtweltcup über 1000 m und auf den vierten Rang im Gesamtweltcup über 500 m. Nachdem er in der folgenden Saison vom südkoreanischen Verband wegen verbotenen Absprachen in den nationalen Ausscheidungsrennen gesperrt wurde, gewann er in der Saison 2011/12 über 1000 m vier Weltcups und einmal mit der Staffel. Insgesamt erreichte er im Weltcup 13 Podestplatzierungen und gewann zum Saisonende erstmals den Gesamtweltcup über 1000 m. Im Gesamtweltcup über 1500 m belegte er den dritten Platz. Bei den Weltmeisterschaften 2012 in Shanghai holte er über 500 m und mit der Staffel jeweils die Bronzemedaille und über 1500 m die Silbermedaille. Im Mehrkampf, über 1000 m und über 3000 m wurde er Weltmeister.
Zu Beginn der Saison 2012/13 erreichte Kwak beim Weltcup in Calgary den dritten Platz über 1000 m, den zweiten Rang über 1500 m und den ersten Platz mit der Staffel. Im weiteren Saisonverlauf gewann er drei Läufe über 1000 m und drei Läufe mit der Staffel. Über 1500 m beim Weltcup in Sotschi kam er auf den dritten Rang. Zum Saisonende holte er wie Vorjahr den Sieg im Gesamtweltcup über 1000 m. In der Saison 2014/15 holte er zwei Weltcupsiege mit der Staffel und einen über 500 m. Des Weiteren kam er im Weltcup dreimal auf den zweiten Platz und zweimal auf den dritten Rang. Im Gesamtweltcup über 500 m belegte er den dritten Platz. Zu Beginn der Saison 2015/16 siegte er beim Weltcup in Montreal über 1500 m. Beim folgenden Weltcup in Toronto gewann er ebenfalls über 1500 m. Über 1000 m errang er den dritten Platz und mit der Staffel den zweiten Platz. Es folgten drei dritte und zwei zweite Plätze. Zudem siegte er in Shanghai über 1000 m und gewann abschließend die Weltcupwertung über 1500 m. Im Weltcup über 1000 m wurde er Fünfter. Beim Saisonhöhepunkt den Weltmeisterschaften 2016 in Seoul holte er die Bronzemedaille mit der Staffel. In der Saison 2017/18 siegte er in Seoul mit der Staffel und belegte in Shanghai den zweiten Rang mit der Staffel. Beim Saisonhöhepunkt, den Olympischen Winterspielen 2018 in Pyeongchang, wurde er Vierter mit der Staffel. Bei den Weltmeisterschaften 2018 in Montreal holte er die Goldmedaille mit der Staffel.

## Persönliche Bestzeiten
- 500 m      40,239 s (aufgestellt am 13. Dezember 2014 in Shanghai)
- 1000 m    1:23,007 min (aufgestellt am 21. Oktober 2012 in Calgary)
- 1500 m    2:09,548 min (aufgestellt am 10. Dezember 2011 in Shanghai)
- 3000 m    4:40,401 min (aufgestellt am 11. März 2012 in Shanghai)

## Teilnahmen an Weltmeisterschaften und Olympischen Winterspielen

### Olympische Spiele
- 2010 Vancouver: 2. Platz Staffel, 4. Platz 500 m

### Weltmeisterschaften
- 2008 Harbin: 3. Platz Team
- 2009 Wien: 2. Platz 500 m, 2. Platz 1500 m, 4. Platz 1000 m, 4. Platz Mehrkampf, 5. Platz 3000 m
- 2009 Heerenveen: 1. Platz Team
- 2010 Sofia: 1. Platz 1500 m, 1. Platz Staffel, 2. Platz Mehrkampf 2. Platz 1000 m, 2. Platz 3000 m, 31. Platz 500 m
- 2010 Bormio: 1. Platz Team
- 2012 Shanghai: 1. Platz 3000 m, 1. Platz Mehrkampf, 1. Platz 1000 m, 2. Platz 1500 m, 3. Platz Staffel, 3. Platz 500 m
- 2016 Seoul: 3. Platz Staffel, 6. Platz 1000 m, 8. Platz 1500 m, 10. Platz 500 m, 11. Platz Mehrkampf

## Information
- seit 2020: Kwak als „Spielertrainer“ an des Vereins Goyang City Hall.[7][8]
- 2022: Fahnenträger der Olympischen Winterspiele 2022

## Weltcupsiege
| Nr. | Datum              | Ort            | Disziplin |
| --- | ------------------ | -------------- | --------- |
| 1.  | 2. Februar 2008    | Québec         | 500 m     |
| 2.  | 19. Oktober 2008   | Salt Lake City | 1000 m    |
| 3.  | 7. Februar 2009    | Sofia          | 1000 m    |
| 4.  | 19. September 2009 | Peking         | 500 m     |
| 5.  | 23. Oktober 2011   | Salt Lake City | 1000 m    |
| 6.  | 4. Dezember 2011   | Nagoya         | 1000 m    |
| 7.  | 10. Dezember 2011  | Shanghai       | 1000 m    |
| 8.  | 5. Februar 2012    | Moskau         | 1000 m    |
| 9.  | 28. Oktober 2012   | Montreal       | 1000 m    |
| 10. | 8. Dezember 2012   | Shanghai       | 1000 m    |
| 11. | 9. Dezember 2012   | Shanghai       | 1000 m    |
| 12. | 13. Dezember 2014  | Shanghai       | 500 m     |
| 13. | 31. Oktober 2015   | Montreal       | 1500 m    |
| 14. | 7. November 2015   | Toronto        | 1500 m    |
| 15. | 12. Dezember 2015  | Shanghai       | 1000 m    |

| Nr. | Datum              | Ort              |
| --- | ------------------ | ---------------- |
| 1.  | 3. Februar 2008    | Québec 1         |
| 2.  | 10. Februar 2008   | Salt Lake City 1 |
| 3.  | 19. Oktober 2008   | Salt Lake City 2 |
| 4.  | 20. September 2009 | Peking 3         |
| 5.  | 27. September 2009 | Seoul 3          |
| 6.  | 8. November 2009   | Montreal 4       |
| 7.  | 30. Oktober 2011   | Saguenay 5       |
| 8.  | 21. Oktober 2012   | Calgary 6        |
| 9.  | 28. Oktober 2012   | Montreal 6       |
| 10. | 2. Dezember 2012   | Nagoya 7         |
| 11. | 9. Dezember 2012   | Shanghai 6       |
| 12. | 16. November 2014  | Montreal 8       |
| 13. | 14. Dezember 2014  | Shanghai 9       |
| 14. | 19. November 2017  | Seoul 10         |
| 15. | 28. November 2021  | Dordrecht 11     |